# Calvisia sangarius
Calvisia sangarius är en insektsart som först beskrevs av John Obadiah Westwood 1859.  Calvisia sangarius ingår i släktet Calvisia och familjen Diapheromeridae. Inga underarter finns listade.